# Биг Беј (Мичиген)
Биг Беј (енгл. Big Bay) насељено је место без административног статуса у америчкој савезној држави Мичиген.

## Демографија
По попису из 2010. године број становника је 319, што је 54 (20,4%) становника више него 2000. године.
| Група             | 2000.       | 2010.       |
| Белци             | 255 (96,2%) | 301 (94,4%) |
| Афроамериканци    | 0 (0,0%)    | 1 (0,3%)    |
| Азијати           | 0 (0,0%)    | 4 (1,3%)    |
| Хиспаноамериканци | 0 (0,0%)    | 2 (0,6%)    |
| Укупно            | 265         | 319         |